# ریکاردو ساپونارا
ریکاردو ساپونارا (ایتالیایی: Riccardo Saponara؛ زادهٔ ۲۱ دسامبر ۱۹۹۱) بازیکن فوتبال اهل ایتالیا است که برای باشگاه فیورنتینا بازی می‌کند.